# Избави нас. Одержимые
«Избави нас. Одержимые» (англ. Deliver Us; также известный как «Убей ребёнка») — американский религиозный фильм ужасов 2023 года режиссёров Ли Роя Кунца и Крю Энниса по сценарию Ли Роя и Кейна Кунцев. В главных ролях Ли Рой Кунц, Мария Вера Ратти, Александр Сиддиг, Яуне Киммел и Томас Кречман. В фильме рассказывается о женщине, которая вот-вот родит мальчиков-близнецов, которые, согласно древнему пророчеству, родятся Мессией и Антихристом.
Премьера фильма состоялась 10 августа 2023 года на кинофестивале Popcorn Frights. Он был выпущен на Филиппинах компанией Pioneer Films 30 августа 2023 года и был выпущен в США компанией Magnet Releasing 29 сентября. Премьера в России — 1 февраля 2024 года (Exponenta Film).

## Сюжет
Сестра Юлия, монахиня российского монастыря, беременна близнецами, которые, по её словам, были непорочно зачаты и, согласно пророчествам, станут Мессией и Антихристом соответственно. Отца Фокса и кардинала Руссо направляют в Санкт-Петербург, откуда те вывозят Юлию в Эстонию. Там представители секты Vox Dei пытаются убить младенцев. Они укрываются от наёмников в отдалённом поместье, принадлежащем Лауре, невесте священника, на которой он собирается жениться после ухода из церкви. Несколько странных происшествий, вызванных одним из близнецов, приводят к гибели Лауры и кардинала Руссо. Отец Фокс пытается убить ребёнка, которого считает исчадием ада, но его останавливает Юлия. Понимая, что им суждено стать семьёй, Фокс и Юлия воспитывают близнецов как своих собственных в надежде, что у Мессии хватит сил сразиться со своим братом, когда придёт время.

## В ролях
- Ли Рой Кунц — отец Фокс
- Мария Вера Ратти — сестра Юлия
- Александр Сиддиг — кардинал Руссо
- Яуне Киммел — Лора
- Томас Кречман — отец Саул
- Лена Барбара Лузе — сестра Снайгер
- Борис Ли Крутоног — русский священник

## Производство
Съёмки фильма проходили в 2021 году преимущественно в Эстонии.

## Восприятие
Торарин Гвюднасон был отмечен номинацией на Hollywood Music in Media Awards за лучший оригинальный саундтрек к фильму ужасов или триллеру, но уступил Хильдур Гуднадоуттир («Призраки в Венеции»).
На сайте-агрегаторе рецензий Rotten Tomatoes фильм имеет рейтинг одобрения 61 % на основе 18 рецензий критиков со средней оценкой 6,3/10.
Саймон Абрамс (RogerEbert.com) дал фильму 3 звезды из 4. Дмитрий Соколов (RussoRosso) отметил: «„Избави нас“ выглядит как достойная попытка снять хоррор-драму с религиозным оттенком. Да, не все детали здесь безупречно подлажены друг к другу, однако густая атмосфера, стильная картинка и внятно поданный сюжет перекрывают все недостатки».